# Leucopis psyllidiphaga
Leucopis psyllidiphaga is een vliegensoort uit de familie van de Chamaemyiidae. De wetenschappelijke naam van de soort is voor het eerst geldig gepubliceerd in 1998 door McLean.